# Martwa strefa (film)
Martwa strefa lub Strefa śmierci (org. The Dead Zone) – amerykański thriller s-f z 1983 roku w reż. Davida Cronenberga, adaptacja powieści Stephena Kinga z 1979 roku pod tym samym tytułem.

## Opis fabuły
Nauczyciel Johnny Smith ulega poważnemu wypadkowi samochodowemu, w  rezultacie którego zapada na pięcioletnią śpiączkę. Po wybudzeniu okazuje się, że posiada dar jasnowidzenia – jest w stanie ocalić z płomieni dziecko pielęgniarki, która się nim opiekuje, odnaleźć zaginioną podczas wojny matkę swojego lekarza, wskazać policji seryjnego zabójcę, ocalić przed utonięciem jednego ze swoich uczniów. Dar ten kosztuje go jednak życie – dokonuje nieudanego zamachu na skrajnie prawicowego polityka, o którym wie, że w przyszłości rozpocznie wojnę nuklearną. Wprawdzie ginie z rąk jego ochroniarza, jednak w przedśmiertnym widzeniu, przekonuje się, że jego śmierć nie jest daremna – skompromitowany polityk popełnia samobójstwo.

## Obsada aktorska
- Christopher Walken – Johnny Smith
- Brooke Adams – Sarah Bracknell
- Tom Skerritt – szeryf Bannerman
- Herbert Lom – dr Weizak
- Anthony Zerbe – Roger Stuart
- Colleen Dewhurst – Henrietta Dodd
- Martin Sheen – Greg Stillson
- Nicholas Campbells – Frank Dodd

i inni.

## Odbiór
Po premierze film spotkał się z na ogół pozytywnym przyjęciem krytyków. Chwalono aktorstwo, zwłaszcza w wydaniu Walkena. Znany krytyk filmowy Roger Ebert uznał film za najlepszą jak dotychczas (tj. do 1983 roku) ekranizację prozy Kinga. Chociaż nieliczne głosy krytyki wytykały twórcom mankamenty jak na przykład powierzchowność scenariusza, zarówno jedni jak i drudzy byli zgodni – Cronenberg stworzył film po prostu ciekawy.
Obraz podobał się również po latach, szczególnie polskim krytykom.
Sfilmowana przez Davida Cronenberga powieść stała się pełnym napięcia dreszczowcem politycznym, rezygnującym ze zwykłych elementów filmowego horroru. Poruszone zostają tematy dziennikarstwa goniącego za sensacją i moralnej odpowiedzialności jednostki. Również amerykańskie społeczeństwo zostaje ukazane krytycznie – podawała w połowie lat 90. "Kronika filmu".
"Martwa strefa" zaskakuje spokojem i stonowaniem. Zwłaszcza biorąc pod uwagę, że to produkcja Davida Cronenberga z lat 80., a więc z czasów jego najbardziej widowiskowych filmów science fiction. [...] to bardziej dramat psychologiczny z wyraźnym wątkiem niespełnionej miłości. W głównym bohaterze, choć jest jasnowidzem i może wpływać na bieg historii, najważniejsze jest to, jak radzi sobie z samotnością i sytuacją, w której się znalazł. Lekarze, dziennikarze i policjanci widzą w nim lokalną atrakcję, a on po prostu chciałby mieć święty spokój i założyć rodzinę z ukochaną u boku. Choć w filmie są elementy zarówno kryminału, jak i horroru, na pierwszy plan wysuwa się dramat jednostki, którą od normalnego życia oddziela nadprzyrodzona zdolność. Pod tym względem "Martwej strefie" bardzo blisko do słynnej "Muchy". Przez lata film zyskał z dwóch powodów. Po pierwsze – to przede wszystkim solidny dramat jednostki skupiony na życiu wewnętrznym bohatera. Johnny to typowy cronenbergowski protagonista: odstaje od reszty społeczeństwa i nie czuje się w pełni jego częścią, choćby chciał. To wrażliwy indywidualista naznaczony piętnem, na którego punkcie dostaje obsesji odciągającej go od normalnego życia. Po drugie – Johnny’ego gra Christopher Walken. Swoją fizjonomią, ruchliwością i charakterystycznym głosem potrafi przejmująco oddać wszystkie stany bohatera, od zagubienia i złości po serdeczność. Choć znany ze swoich aktorskich szarż, w "Martwej strefie" jego gra jest stonowana i przystosowana do postaci introwertyka, który tylko w ostateczności daje upust swoim emocjom.– pisał Jan Dąbrowski w 2018 roku.
Miłośnicy prozy Kinga na stronach internetowych poświęconych jego twórczości również wysoko oceniają film Cronenberga. Ich opinie utrzymane są w tym samym tonie, w jakim przed laty pisali krytycy filmowi (udana adaptacja utworu literackiego, dobre aktorstwo, zwłaszcza w wykonaniu Walkena).
W 2021 roku (blisko 40 lat po premierze) popularny serwis internetowy Rotten Tomatoes przyznawał filmowi, 90-procentową, pozytywną ocenę "świeżych pomidorów", a krytycy portalu w swoim "konsensusie" pisali o połączeniu dobrej reżyserii i aktorstwa Walkena, również uznając film za jedną z najlepszych adaptacji twórczości Kinga.
Pozytywne opinie krytyków szły w parze z wysoką oglądalnością. W ciągu pięciu tygodni po premierze film zarobił w kinach USA i Kanady ponad 18 mln dolarów.

## Plenery
Film był kręcony w Kanadzie, za plenery posłużyły okolice Toronto i wodospadu Niagara. W filmie wykorzystano 250 okolicznych mieszkańców jako statystów.